# Municipio de Grimesland
El municipio de Grimesland (en inglés: Grimesland Township) es un municipio ubicado en el  condado de Pitt en el estado estadounidense de Carolina del Norte. En el año 2010 tenía una población de 11.746 habitantes.

## Geografía
El municipio de Grimesland se encuentra ubicado en las coordenadas 35°34′16.58″N 77°13′23.86″O / 35.5712722, -77.2232944.